# RST码
RST码是一种常用于描述业余无线电接收品質的方法，最早由Arthur W. Braaten于1934年提出，经修改后于1938年被写入国际电信联盟（ITU）《无线电规则》。R、S、T三个字母分别代表可辨度（Readability）、信号强度（Strength）和音调（Tone）。

## 含义

### 可辨度
可辨度“R”（Readability）指信号的清晰程度，分为五级。在语音通联中，是指正确理解每个说出的单词的难易程度。具体描述如下：
| R | 说明               |
| - | ------------------ |
| 1 | 信号不可辨         |
| 2 | 不容易分辨         |
| 3 | 能辨别，但困难     |
| 4 | 能辨别，没什么困难 |
| 5 | 非常清楚           |

### 信号强度

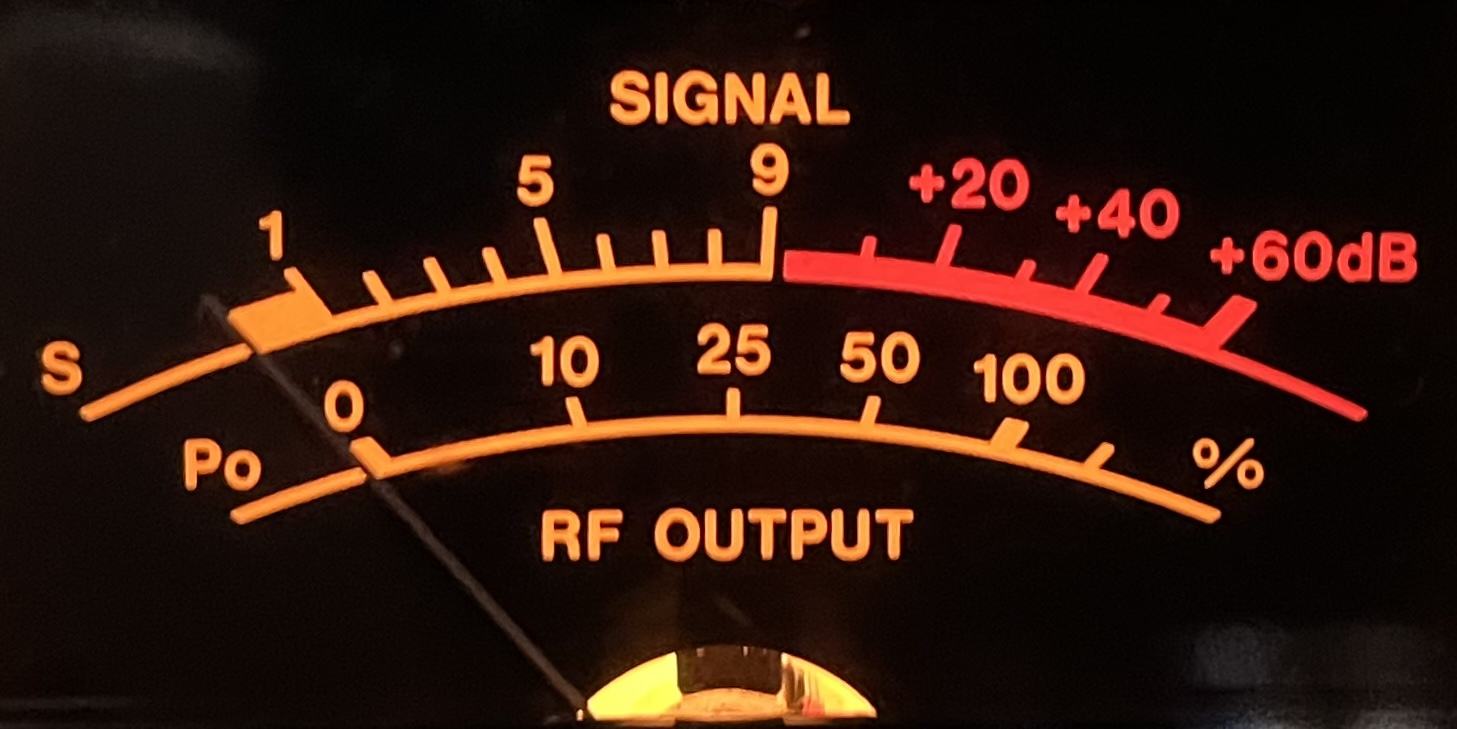
ICOM IC–732 设备上的信号强度表，可测得1~9九个等级的信号强度、最高到9+60dB信号

信号强度“S”（Strength）指信号大小，分为九级，具体描述如下。此外，对于超出S9等级的信号，可以根据仪表报告超出的信号强度，如“59+20”指可辨度5级、信号强度9级超出20dB。
| S | 说明             |
| - | ---------------- |
| 1 | 刚有些知觉、极弱 |
| 2 | 很弱             |
| 3 | 弱               |
| 4 | 强度尚可         |
| 5 | 信号还好         |
| 6 | 好信号           |
| 7 | 有一定强度的信号 |
| 8 | 强信号           |
| 9 | 特别强的信号     |

### 音调
音调“T”（Tone）用于描述信号质量，每一级差代表接收到的信号功率相差6dB。该项只用于电报和电传，语音通联不使用。具体描述如下：
| T | 说明                                   |
| - | -------------------------------------- |
| 1 | 严重的交流声                           |
| 2 | 音调粗糙，有严重的交流声               |
| 3 | 音调较粗糙，有交流声，音质略悦耳       |
| 4 | 音调略粗糙，有少许交流声，音质较为悦耳 |
| 5 | 音质较悦耳                             |
| 6 | 调制声音，略有啸叫                     |
| 7 | 接近直流声音，略有波动                 |
| 8 | 较好的直流声音，极少有波动             |
| 9 | 完美的直流声音                         |

## 使用示例
在语音通联中经常听到信号为“59”，表示信号清晰且极强；在等幅电报（CW）通联中，描述一个极强且清晰悦耳的信号，可用“599”描述。
在语音通信中只报告可辨度、信号强度两项，在电报、电传及其他数字通信需报告全部三项。

## 历史
早期业余无线电使用“QSA码”，接收品質从最差到最优分别用数字1-5描述：
| QSA | 说明                               |
| --- | ---------------------------------- |
| 1   | 几乎无法感知，内容无法辨别         |
| 2   | 信号微弱，内容偶尔能辨别           |
| 3   | 信号尚可，内容可辨别，但有一定难度 |
| 4   | 信号较好，内容可辨别               |
| 5   | 信号极强，可完美辨别               |

然而这种表示方法无法描述传输中的某些因素（如干扰、噪音），为此引入了可辨度代码“R”，从最差到最优分别用数字1-9描述，但这种方法与原有的QSA码中描述信号可辨度的部分重叠，使用时可能造成混乱。
1934年，美国业余无线电爱好者Arthur W. Braaten（呼号W2BSR）在《QST》杂志上提出了一种使用“RST”三个字母描述业余无线电接收品質的方法。在Braaten提出的方案中，可辨度“R”从最差到最优分别用数字1-5描述，信号强度“S”从最弱到最强是1-9，音调“T”从弱到强也为1-9。这一方案经过修改，被写入1936年美国业余无线电联盟（ARRL）的手册中，并于1938年被写入ITU《无线电规则》中。